# 莫希
莫希（英語：Moshi）是坦桑尼亞東北部的城市，是乞力馬扎羅區的首府，位於非洲最高山峰乞力馬扎羅山附近，有熱帶乾濕季氣候，座標3°20′05.58″S 37°20′25.37″E / 3.3348833°S 37.3403806°E，2012年人口184,292。莫希有全民小學教育，有鄰近地區最高的識字率。

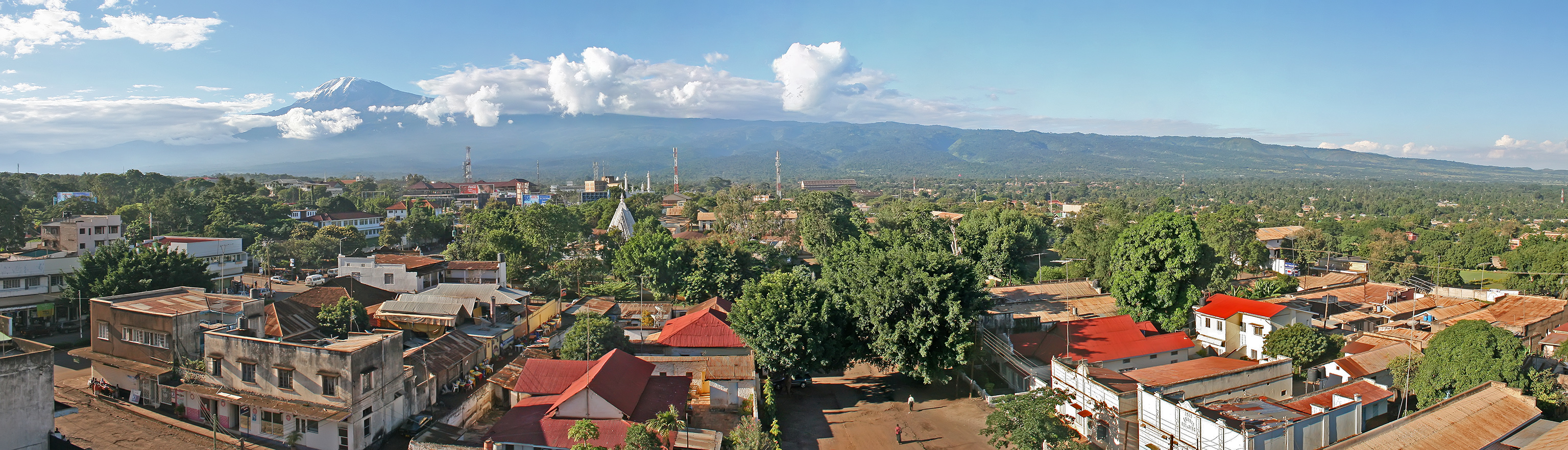
莫希全景圖

## 外部連結
- International School Moshi（页面存档备份，存于）
- KCMC Hospital Moshi （页面存档备份，存于）
- Kiliweb – Information site on Moshi and Kilimanjaro （页面存档备份，存于）
- Kilimanjaro Marathon （页面存档备份，存于）
- Adventure Alternative; Medical Electives PDF
- The Watering Hole – expired domain[永久]
- Moshi Yetu